# 颈领爱氏海葵
颈领爱氏海葵（学名：Edwardsia collaris）为爱氏海葵科爱氏海葵属的动物。在中国，分布于南海等海域。